# Herz Samson
Herz Samson, auch Naftali Hirz (geboren 1738 in Wolfenbüttel; gestorben am 12. oder 23. Dezember 1794 in Braunschweig), war ein deutscher Bankier und Kammerrat jüdischer Herkunft.

## Leben
Der aus einer Wolfenbütteler jüdischen Familie stammende Herz Samson war der Sohn des wohlhabenden Hoffaktors Samson Gumpel (um 1702–1767) und Enkel des Hofjuden Marcus Gumpel Moses Fulda (1660–1733), der die dortige jüdische Gemeinde neu begründet hatte. Sein Bruder Philipp Samson (1743–1805) war in Wolfenbüttel als Hofbankier tätig.

### Braunschweiger Kammeragent
Im Jahre 1765 zog Samson nach Braunschweig und übernahm die Kammeragentur des im selben Jahr verstorbenen Kammerrats Alexander David. Am Kohlmarkt erwarb er ein Haus. Er unterstützte durch sein finanzielles Geschick Herzog Karl Wilhelm Ferdinand († 1806) bei der Abwendung des drohenden Staatsbankrotts. Im Rahmen einer umfangreichen Umschuldungsaktion wurden teure Kredite durch solche mit geringeren Zinsen ersetzt. Die dafür erforderliche Summe von mehreren 100.000 Talern wurde durch Herz Samson beschafft. Im Jahre 1770 besuchte der jüdische Philosoph Moses Mendelssohn Braunschweig und wohnte in dieser Zeit bei Samson. Während seines Aufenthalts traf Mendelssohn mehrmals mit Herzog Karl Wilhelm Ferdinand zusammen, der in der Folge verschiedene Beschränkungen gegen die Juden lockerte. Am 12. Februar 1783 wurde Samson zum herzoglichen Kammeragenten ernannt. Nachdem er 1771 und 1777 Schutzbriefe für jeweils sechs Jahre erworben hatte, suchte er nun nicht mehr um einen solchen nach.

### Jüdische Gemeinde
Samson richtete 1767 in seinem Haus eine Talmudschule ein, an der drei Rabbiner tätig waren und die umfangreiche Privatbibliothek nutzten. Seit 1776 besaß er die Oberaufsicht über die jüdischen Gemeinden im Weserdistrikt, ohne jedoch vom Herzog als Landrabbiner bestallt gewesen zu sein. Dieses Amt wurde erst 1824 im Herzogtum Braunschweig geschaffen. Samson genoss den Ruf eines Gelehrten und wurde verschiedentlich als Landesrabbiner bezeichnet. Er erhielt 1782 eine Genehmigung zur Anlage eines jüdischen Friedhofs „Vor dem Wendentor“, nachdem der jüdischen Gemeinde bis zu diesem Zeitpunkt in Braunschweig kein eigener Friedhof zur Verfügung gestanden hatte. Samson rief wohltätige Stiftungen ins Leben und kümmerte sich insbesondere um vermögenslose und durchreisende „Betteljuden“. Im Jahre 1785 protestierte er beim Herzog gegen den diskriminierenden Judeneid, woraufhin Karl Wilhelm Ferdinand ein Gutachten durch die Universität Helmstedt erstellen ließ und der Eid 1788 abgemildert wurde.

### Familie
Herz war verheiratet mit Schendel, geb. Oppenheimer († 27. Juli 1796 oder 1797). Sie ist die Tochter des Hildesheimer Hofkammeragenten Hirsch Isaac Oppenheim. Das Paar hatte drei Söhne und acht Töchter. 
- Einen Sohn Hirsch Herz Samson (1770–1831).
- Sein Sohn Isaac Herz Samson († 1849) heiratete seine Cousine (Tochter von Philipp Samson), leitete zunächst die Samsonsche Schulstiftung, war ab 1814 Bankier und Mitglied der Korporation der Kaufmannschaft in Berlin und Partikulierer (Binnenschifffahrt).
- Sein Sohn Meyer Herz Samson (1784–1862) heiratete Röschen Kann.
- Einen Schwiegersohn und Nachfolger als Kammeragent war Israel Jacobson (1768–1828).

Samson starb 1794 in Braunschweig, wurde aber in seiner Geburtsstadt Wolfenbüttel bestattet. Er hinterließ ein Vermögen von 500.000 Reichstalern und zählte zusammen mit seinem Bruder Philipp zu den vermögendsten Juden des Herzogtums.